# ISO 3166-2:GE
ISO 3166-2 – données pour la Géorgie.
- Sources des listes : Parlement de Géorgie http://www.parliament.ge/GENERAL/stat/emain.htm 2002-04-15 ; mise à jour PCGN 2002-10
- Sources des codes : secrétariat ISO/TC 46/WG 2 ; ISO 3166/MA
- Système de romanisation : géorgien

## Mise à jour
- ISO 3166-2:2002-05-21 bulletin d’information n° I-2
- ISO 3166-2:2002-12-10 bulletin d’information n° I-4

## Républiques autonomes (2)en:autonomous republic,ka:avtonomiuri respublika
| Code ISO 3166-2 | République autonome | République autonome         |
| Code ISO 3166-2 | Nom anglais         | Nom français (non officiel) |
| --------------- | ------------------- | --------------------------- |
| GE-AB           | Abkhazia            | Abkhazie                    |
| GE-AJ           | Ajaria              | Adjarie                     |

## Ville (1)en:city
| Code ISO 3166-2 | Ville       | Ville                       |
| Code ISO 3166-2 | Nom anglais | Nom français (non officiel) |
| --------------- | ----------- | --------------------------- |
| GE-TB           | Tbilisi     | Tbilissi                    |

## Régions (9)ka:mkhare
| Code ISO 3166-2 | Ville                               | Ville                            |
| Code ISO 3166-2 | Nom anglais                         | Nom français (non officiel)      |
| --------------- | ----------------------------------- | -------------------------------- |
| GE-GU           | Guria                               | Gourie                           |
| GE-IM           | Imereti                             | Iméréthie                        |
| GE-KA           | Kakheti                             | Kakhétie                         |
| GE-KK           | Kvemo Kartli                        | Basse Kartlie                    |
| GE-MM           | Mtskheta-Mtianeti                   | Mtskheta-Mtianeti                |
| GE-RL           | Racha-Lechkhumi [and] Kvemo Svaneti | Racha-Lechkhumi et Kvemo Svaneti |
| GE-SZ           | Samegrelo-Zemo Svaneti              | Samegrelo-Zemo Svaneti           |
| GE-SJ           | Samtskhe-Javakheti                  | Samtskhe-Javakheti               |
| GE-SK           | Shida Kartli                        | Kartlie intérieure               |